# Olios berlandi
Olios berlandi là một loài nhện trong họ Sparassidae.
Loài này thuộc chi Olios. Olios berlandi được Carl Friedrich Roewer miêu tả năm 1951.